# Attossegundo
Um attossegundo (símbolo as) é uma unidade de tempo no Sistema Internacional de Unidades (SI) igual a 1 × 10 −18 de segundo (um quintilionésimo de segundo). Para efeito de comparação, um attossegundo está para um segundo o que um segundo está para cerca de 31,71 bilhões de anos.
A palavra "attossegundo" é formada pelo prefixo atto e pela unidade segundo. Atto- foi derivado da palavra dinamarquesa para dezoito (atten). Seu símbolo é as.
Um attossegundo é igual a 1.000 zeptosegundos, ou1⁄1000 . Como a próxima unidade SI mais alta para tempo é o femtossegundo (10 −15 segundos), durações de 10 −17 s e 10 −16 s serão normalmente expressas como dezenas ou centenas de attossegundos:
Tempos que podem ser expressos em attossegundos:
- 0,247 attossegundos: tempo de viagem de um fóton através do "comprimento médio da ligação do hidrogênio molecular"[5]
- 24 attossegundos: a unidade atômica de tempo[6]
- 43 attossegundos: os pulsos de luz laser mais curtos já criados[7]
- 53 attossegundos: o segundo menor pulso de luz laser criado[8][9]
- 82 attossegundos (aproximadamente): meia-vida do berílio-8, tempo máximo disponível para o processo triplo-alfa de síntese de carbono e elementos mais pesados em estrelas
- 84 attossegundos: a meia-vida aproximada de um píon neutro[10]
- 100 attossegundos: visão mais rápida do movimento molecular[11][12]
- 320 attossegundos: tempo estimado que os elétrons levam para se transferir entre os átomos[13][14]

Em 2023, os físicos Anne L'Huillier, Pierre Agostini e Ferenc Krausz ganharam o Prêmio Nobel de Física por criarem pulsos de luz de attossegundos - úteis para o estudo da dinâmica dos elétrons na matéria. Suas contribuições abriram o campo da física dos attossegundos.